# Bumin
Bumin var en turkisk hövding, grundare av den äldsta turkiska stormakten.
Turkarna, i kinesiska källor kallade Tu-küe, var i början av 500-talet en liten stam, som lydde under avarerna, vilkas välde sträckte sig tvärs genom Centralasien. 552 e. Kr. krossade Bumin avarväldet och under de närmaste efterföljarna nådde turkväldet en stor omfattning och spelade en framstående roll i Asiens historia.